# Motorová nafta

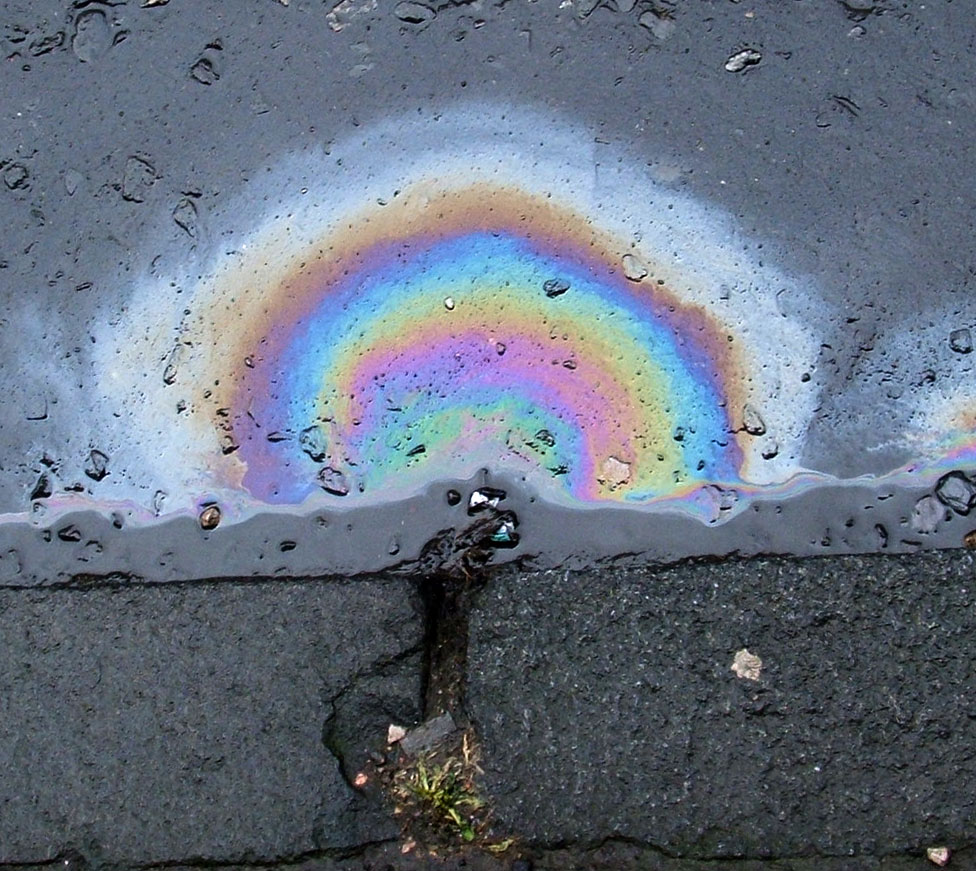
Nafta na vodě

Motorová nafta (zjednodušeně pouze nafta, hovorově též diesel) je směs kapalných uhlovodíků, používaná zejména jako palivo pro vznětové motory. V upravené podobě, s mírně jiným složením, se používá také jako palivo pro topidla (pod obchodním označením topný olej).

## Názvosloví
Termín nafta je standardizovaným názvem, který je ukotvený jak v legislativě (např. Zákonem č. 311/2006 Sb., O pohonných hmotách a čerpacích stanicích), tak i v technické normalizaci (např. ČSN 65 6509 Motorová paliva - Emulzní motorová nafta - Technické požadavky a metody zkoušení). Samotné slovo nafta bylo do českého jazyka přejato teprve na počátku 20. století přes arabštinu, původ je zřejmě v asyrštině a aramejštině, a znamená mastnou nebo mazlavou vodu, tzn. ropu.
Hovorově se též používá mezinárodně srozumitelný termín diesel, který pochází z němčiny a ve skutečnosti označuje vynálezce vznětového motoru Rudolfa Diesela, popřípadě vznětové motory obecně. S tímto označením se lze setkat i na některých čerpacích stanicích.
V různých jazycích se lze proto setkat s různým označením, například:
- jako nafta nebo ekvivalentní značení mastné tekutiny: slovensky nafta, bulharsky нафта, turecky mazot, ázerbájdžánsky soljarka;
- jako plynový olej: italsky gasolio, francouzsky gazole, španělsky gasóleo, polsky olej napędowy, maďarsky gázolaj;
- jako Dieselovo palivo: anglicky Diesel fuel, německy Dieselkraftstoff, rusky Дизельное топливо, švédsky Dieselolja, slovinsky dizelsko olje;
- jako motorové palivo: rumunsky Motorină.

## Vlastnosti motorové nafty
Motorová nafta se vyrábí destilací a rafinací z ropy, obvykle při teplotách 150–370 °C. Pro použití jako motorové palivo se do ní mohou přidávat i další chemikálie, takzvaná aditiva.
Předepsanou kvalitu motorové nafty určuje norma ČSN EN 590. Ta udává mj. destilační křivku, bod vzplanutí, obsah síry (aktuálně od 1.1.2009 do 10 ppm), povinný obsah biosložky MEŘO (FAME) (aktuálně na základě 98/70/EG do 7 %), vody, nečistot a cetanové číslo (aktuálně min. 51).Kvalita motorové nafty se udává cetanovým číslem, které vyjadřuje její vznětovou charakteristiku.
Armádní označení NATO F-54, S50 s do 50 ppm síry a do 5 % FAME. 
Americký ekvivalent norma ASTM D975 – ULSD (Ultra Low Sulphur Diesel) povoluje obsah FAME také do 5 %. Ve světě je možné se setkat pro ULSD s označením City Diesel = palivo se sníženým obsahem síry, aromatických uhlovodíků a zvláštní technologií rafinace, popř. chemickými přísadami, které v konečném důsledku mají přinést nižší emise motoru pro zlepšení ovzduší zvláště ve městech.

## Zimní motorová nafta
Motorová nafta musí obsahovat delší řetězce nerozvětvených uhlovodíků, mezi které patří parafinické uhlovodíky. Ty při nízkých teplotách vytvářejí krystaly, a tím tak způsobují (většinou vratný) proces parafinace nafty, tedy jejího tuhnutí při nízkých teplotách. Tím se liší od benzínu, který obsahuje uhlovodíky aromatického charakteru a rozvětvené uhlovodíky, které mají velmi vysoká oktanová čísla).
V období od poloviny listopadu až do konce února se proto vyrábí zimní motorová nafta, u které k tomuto jevu nedochází. Pokud tedy prodejce nakoupí ve správný okamžik správnou naftu, rafinérie jsou na to připraveny už s předstihem, tak by k žádnému problému nemělo dojít.
Provozovatel čerpací stanice by měl před zimním obdobím nádrž dobře odkalit. To samé se týká i motoristy, aby neměl vodu v nádrži. Na zimu se může připravit tím, že si na čerpacích stanicích koupí určité chemické prostředky, které se přidávají do paliva, a které způsobí, že se voda v palivu lépe rozpustí, a tak nezpůsobuje problémy ve formě ledových krystalků. Ledové krystalky totiž mohou, stejně jako parafín, ucpat palivový filtr a auto se nerozjede. V případě ledu pomůže filtr ohřát, u parafínu to 100% úspěch znamenat nemusí a filtr je lépe vyměnit.

## Směsná motorová nafta
Směsná motorová nafta (řidčeji SMN, SMN 30 nebo Eko diesel) je motorové palivo, které je vyráběno z klasické fosilní motorové nafty (69 %) a biosložky MEŘO (31 %) podle ČSN 65 6508. SMN je volně mísitelná se standardní motorovou naftou, tudíž při tankování není nutné brát ohled na to, zdali je v nádrži motorová nafta či nafta s příměsí biosložky. Někteří výrobci motorů však klasifikují použití biopaliva jako porušení záručních podmínek. Díky daňovému zvýhodnění, které souvisí s celoevropskou podporou paliv z obnovitelných zdrojů, je SMN o cca 2,50–3,00 Kč/l levnější než klasická motorová nafta.
SMN má čisticí vlastnosti v palivové soustavě i ve vlastním motoru. V praxi to znamená, že rozpouští usazeniny vzniklé provozem na standardní motorovou naftu. To je ve výsledku pozitivní jev, nicméně je nutné věnovat větší pozornost stavu palivového filtru, kde se tyto nečistoty usazují, a dále olejovému filtru, neboť při rozpouštění úsad v motoru část takto uvolněných úsad kontaminuje motorový olej a část úsad se vypustí ve výfukových plynech. Proto se doporučuje důslednější kontrola v obou systémech.
SMN obsahuje biosložku, která je hygroskopická. Pokud dojde v průběhu nevhodného nebo dlouhodobého (více než 3 měsíce) skladování k zvýšení obsahu vody, může dojít k znehodnocení paliva.
Směsná motorová nafta výrobce Paramo byla dlouhodobě testována. Výsledky dlouhodobého provozního ověření je možné získat na webu České asociace petrolejářského průmyslu a obchodu.
Dělení směsné motorové nafty podle použitelnosti v závislosti na klimatických podmínkách a její distribuce:
- Letní: třída B, filtrovatelnost 0 °C, distribuce: 15.04. – 30.09.
- Přechodová: třída D, filtrovatelnost −10 °C, distribuce: 01.10. – 15.11.
- Zimní: třída F, filtrovatelnost −20 °C, distribuce: 16.11. – 28.02.
- Přechodová: třída D, filtrovatelnost −10 °C, distribuce: 01.03. – 14.04.
- Arktická: filtrovatelnost −20 °C až −44 °C

## Strategické zásoby v České republice
Česká republika má jako člen EU povinnost skladovat zásoby energetických surovin na 90 dní. Skladování je řízeno centrálně prostřednictvím úřadu Správa státních hmotných rezerv. Pro skladování se využívá služeb několik společností, většina státních rezerv je skladována společností Čepro.